# Oligoelement (biochimie)

Structura hemului b

Oligoelemente sunt elemente chimice care se găsesc și intervin în cantități infime în metabolismul ființelor, îndeplinind, în unele procese biologice, rolul de catalizator, fiind astfel necesar pentru dezvoltarea lor.

## Calități
Aceste substanțe chimice (incluzând ultra-oligoelementele) au o structură simplă de ioni metalici, prezente în organism în cantitate foarte mici, cu rol important în reacțiile chimice și procesele biologice ale organismului, intrând în componența unor enzime, vitamine, hormoni și pigmenți, fiind astfel catalizatori în metabolismul plantelor, animalelor și omului. Ele măresc activitatea enzimelor, accelerează procesele biochimice în organism, stimulează sinteza amidonului, zahărului, pectinei, acizilor nucleici, grăsimilor, etc. Cele mai multe au rol de cofactor sau constituenți ai moleculelor complexe (cobaltul de exemplu în vitamina B12).

## Liste de oligoelemente
În următoarele două liste sunt menționate de asemenea ultra-oligoelementele (bor, brom, cadmiu, plumb, litiu), fiind încă neclar, dacă fac parte din om accidental sau dacă au într-adevăr o funcție fiziologică. Există oligoelemente (și ultra-oligoelemente) esențiale precum posibil necesare pentru om, care sunt:
| - Crom (Cr) - Cobalt (Co) - Cupru (Cu) - Fier (Fe) - Fluor (F), primit ca fluorid (F−) - Iod (I), primit ca iodid (I−) | - Mangan (Mn) - Molibden (Mo) - Potasiu (Ka]] - Seleniu (Se) - Siliciu (Si) - Zinc (Zn) | - Aluminiu (Al) - Arsen (As) - Bor (B) - Cobalt (Co) - Litiu (Li) | - Nichel (Ni) - Plumb (Pb) - Rubidiu (Rb) - Staniu (Sn) - Vanadiu (V) |

| H  |    |    |    |    |    |    |    |    |    |    |    |    |    |    |    |    |    | He |
| Li | Be |    |    |    |    |    |    |    |    |    |    |    | B  | C  | N  | O  | F  | Ne |
| Na | Mg |    |    |    |    |    |    |    |    |    |    |    | Al | Si | P  | S  | Cl | Ar |
| K  | Ca | Sc |    | Ti | V  | Cr | Mn | Fe | Co | Ni | Cu | Zn | Ga | Ge | As | Se | Br | Kr |
| Rb | Sr | Y  |    | Zr | Nb | Mo | Tc | Ru | Rh | Pd | Ag | Cd | In | Sn | Sb | Te | I  | Xe |
| Cs | Ba | La | *  | Hf | Ta | W  | Re | Os | Ir | Pt | Au | Hg | Tl | Pb | Bi | Po | At | Rn |
| Fr | Ra | Ac | ** | Rf | Db | Sg | Bh | Hs | Mt | Ds | Rg | Cn |    |    | Fl |    | Lv |    |
| -- | -- | -- | -- | -- | -- | -- | -- | -- | -- | -- | -- | -- | -- | -- | -- | -- | -- | -- |
|    |    |    |    |    |    |    |    |    |    |    |    |    |    |    |    |    |    |    |
|    |    |    | *  | Ce | Pr | Nd | Pm | Sm | Eu | Gd | Tb | Dy | Ho | Er | Tm | Yb | Lu |    |
|    |    |    | ** | Th | Pa | U  | Np | Pu | Am | Cm | Bk | Cf | Es | Fm | Md | No | Lr |    |

| Cele patru elemente organice de bază | Elemente de cantitate mare | Oligoelemente esențiale | Oligoelemente probabil esențiale |

## Relevanță față de om
Cantități prea mici sau chiar lipsa de oligoelemente esențiale pot provoca diverse afecțiuni. Deficiențe cunoscute sunt de exemplu anemia în cazul carenței de fier sau la deficit de iod tulburări metabolice (insuficiență a glandei tiroide, fiindcă iodul face parte din hormonul tiroidei) sau tulburări neurologice în caz de lipsă în zinc. În schimb, cantități excesive pot duce la consecințe negative, la fel ca orice materie naturală, devenind de la o anumită doză toxice, astfel apare fluoroza din cauza consumului excesiv de fluor. Aportul de oligoelemente se realizează prin alimentație, organismul nu le poate sintetiza.
Pricinuit importanței acestor oligoelemente, Uniunea Europeană a început autorizarea lor din anul 2003. Aici câteva exemple:
- Mai multe săruri iodate, aditivi aparținând grupei oligoelementelor, au fost autorizate prin Directiva 70/524/CEE a Consiliului (2 ), astfel cum a fost modificată prin Directiva 96/7/CE a Comisiei (3 ).[7]
- Respectivul utilizator a confirmat că siliciul pe care îl achiziționează este un produs adecvat nevoilor sale și că factorul cel mai important pentru el este conținutul de oligoelemente al siliciului.[8]
- Substanța „sulfat de cupru-aminoacid” aparținând „oligoelementelor”, element E 4 „cupru –CU”, poate fi autorizată în conformitate cu Directiva 70/524/CEE ca aditiv în furaje, în conformitate cu normele menționate în anexa la prezentul regulament.[9]
- În ceea ce privește oligoelementul iod-I, conținutul maxim autorizat în prezent în furaje este de 4 ppm pentru ecvidee, 20 ppm pentru pești și 10 ppm pentru celelalte specii sau categorii de animale.[10]
- Dat fiind faptul că au fost evidențiate conținuturi ridicate de dioxine în oligoelemente, trebuie stabilite conținuturi maxime privind dioxinele și suma dioxinelor și a PCB de tipul dioxinei pentru toți aditivii care aparțin grupei funcționale de compuși de oligoelemente, iar conținuturile maxime trebuie extinse atât la toți aditivii care aparțin grupei funcționale de lianți și agenți antiaglomeranți, cât și la preamestecuri. ).[11]

## Rezumat[5]
| Element | Resurse bune | Importanță pentru organism | Admisie recomandată pe zi |  |
| Cr      | Carne, boabe întregi, uleiuri vegetale, bere | Metabolismul glucozei | 30–140 µg                 |  |
| Co      | Produse de origine animală de toate tipurile, legume acre/murate | Esențial numai ca parte a cobalaminei (vitamină B12) | 0,2 µg (fără recomandare) |  |
| Cu      | Cereale integrale, nuci, cacao, cateva legume verzi, organe de rumegătoare, pește și crustacee | Componenta multor enzime redox (incluzând respirația celulară) | 1–1,5 mg                  |  |
| Fe      | Ficat și carne de porc, carne de pui, varză acră, spanac (într-o măsură limitată), linte, fasole, pătrunjel. Fierului din alimente vegetale este absorbit în general mai slab, însă cu ingerarea simultană în special de acid ascorbic (vitamina C) rata de absorbție pentru fier de plante poate crește de până la șapte ori. | Componenta multor enzime, de exemplu a hemoglobinei. | 0–15 mg                   |  |
| fluorid | Ceai negru, aditivi artificiali (apă, sare) | Rigidizarea smalțului dinților, ajutor la terapia osteoporozei, influențează eventual creșterea copiilor                                                          | 2,9–3,8 mg                |  |
| I       | Pește de mare, crustacee, alge comestibile, sare iodată | Componenta hormonilor tiroidei | 200 µg                    |  |
| Mn      | Ceai negru, nuci, cereale integrale și legume cu frunze verzi | Activator și componenta multor enzime → metabolism anti oxidativ, sinteza cartilagii și oase, gluconeogeneză.                                                     | 1 mg, 2–5 mg              |  |
| Mo      | Omniprezentă (ubicuitar). | Componentă a universalului cofactor molibden. | 50–100 µg                 |  |
| Ni      | | Componentă a enzimei urează, a reducției metil-co-enzimă-M și a hidrogenazei.                                                                                     | 25–30 µg                  |  |
| Se      | Proteine de animale provenite de la cele hrănite cu seleniu (carne, ouă) | Componentă în 30-50 proteine de seleniu. | 1,5 µg/kg, 30-70 µg       |  |
| Si      | Mei și bere | Componentă esențială în muco-polizaharide în Țesutul epitelial și Țesutul conjunctiv, aproximativ 1,4 g în corpul uman.                                           | 30 mg                     |  |
| V       | Leguminoase, nuci, fructe de mare | Efecte diferite in organism, cum ar fi stimularea glicolizei în ficat.                                                                                            | <10 µg                    |  |
| Zn      | Alimente de origine animală, în special brânză, carne de organe, carne de mușchi, unele specii de pești, în special crustacee | Enzime dependente de zinc sunt implicate în aproape toate procesele de viață, de exemplu sinteza colagenului, timulină, testosteron sau descompunerea alcoolului. | 12–15 mg, 7–10 mg         |  |